# Marcus Kock

Kopparmynt, 1636.

Marcus Kock, född 14 januari 1585 i Liège, nuvarande Belgien, död 20 november 1657 i Avesta, var en myntmästare som invandrade till Sverige 1626.
Marcus Kock var son till bergsmannen Daniel Kock och dennes fru Katarina Havens. Kock var en familj som under flera generationer gjort sig känd i Limburg och Liège för sina insikter inom metallindustrin. Marcus Kock kom att gå i sina fäders fotspår. På grund av sina mekaniska anlag sattes han i bössmakarlära under stadsartillerimästarens ledning och fick samtidigt lära sig göra vågar. Därefter gav han sig ut på en genomresa i Europa och besökte då Frankrike, Nederländerna, Tyskland och flera österrikiska provinser. Slutligen kom han till Ungern, där han stannade en längre tid för att arbeta inom bergsbruket och mynttillverkning. Efter grundlig utbildning och mångsidig erfarenhet reste Marcus Kock till Danzig, där hans farbror Abel Kock var stadens vågmästare. Hos honom arbetade han som biträdande vågmästare i två år.
I Danzig träffade Kock flera landsmän från Nederländerna, och senare även sin blivande svärfar, den polske myntmästaren i Danzig, Isak van Eijck. Marcus Kock tog liksom van Eijck polsk anställning efter ett par år, och blev 1613 vid 28 års ålder myntmästare i Bromberg. Härifrån flyttade han i samma egenskap till Königsberg 1622 för anställning hos kurfursten av Brandenburg. Kock förflyttades senare till Berlin med samma befattning. Kock gifte sig den 28 juli 1614 med van Eijcks dotter Elisabet van Eijck (1598–1665).
År 1626 inkallades Kock av Gustav II Adolf i syfte att utveckla och förbättra landets myntprägling samt utnämndes till myntmästare i Nyköping 1627 med kontrakt daterat 22 februari. Denna befattning kom han att inneha fram till 1629. Mellan 1632 och 1636 hade Kock samma befattning i Säters stad, 1627–1641, i Arboga stad 1628, i Stockholm 1633 (privilegium 12 mars 1634) –1639, i Sala stad 1639 (enligt K. brev 9 aug.) –1641 och slutligen i Avesta från 1641 (kontrakt 13 aug.). Marcus Kock införde genast flera förbättringar, bland annat det i åtskilliga andra länder redan då rådande bruket att prägla mynten med myntmästaremärken. Under Kocks ledning utvecklades kopparverket i Avesta till ett av Europas förnämsta kopparverk. Kopparplåt från Avesta kom att gå till slottet i Versailles. Kock startade 1644 också ett myntverk i Avesta för prägling av kopparmynt. Marcus Kock dog i Avesta 1657 och begravdes i Avesta kyrka.
Far till:
- myntmästaren Daniel Kock barnen adlade Cronström.
- myntmästaren Isaac Kock, sedermera Cronström.
- överhovpredikanten Abel Kock, barnen adlade Cronström
- övermyntmästaren Abraham Kock, sedermera Cronström.
- Elisabeth Kock-Cronström, gift med affärsmannen och industrialisten Jacob Reenstierna (Momma).[7].